# Crusea calcicola
Crusea calcicola là một loài thực vật có hoa trong họ Thiến thảo. Loài này được Greenm. mô tả khoa học đầu tiên năm 1897.